# Африканская илиша
Африканская илиша (лат. Ilisha africana) — вид морских лучепёрых рыб семейства Pristigasteridae. Распространены в тропических водах восточной части Атлантического океана. Достигают длины 30 см.

## Описание
Тело сжатое с боков, покрыто легкоопадающей циклоидной чешуёй. Чешуя без зазубрин, мелкая, в латеральных рядах 40—43 чешуй. Высота тела составляет 33—39 % стандартной длины тела. Длина головы составляет 26—31 % стандартной длины тела. Рот косой, направлен вверх. Нижняя челюсть выдаётся вперёд. Две надчелюстные кости. В центре верхней челюсти есть выемка. На обеих челюстях мелкие или мельчайшие зубы. Глаза большие с жировыми веками. Жаберные тычинки короткие и тонкие. Общее количество тычинок на первой жаберной дуге 31—37, из них 10—12 на верхней части и 22—28 на нижней части дуги. Спинной плавник с 14—17 лучами, расположен посередине тела. В анальном плавнике 45—50 лучей, он начинается под задней половиной спинного плавника. По брюху проходит острый зазубренный киль, начинается от жаберных отверстий и доходит до анального отверстия. В нём до брюшных плавников 25—27 килевых чешуй и 7—8 чешуй после. Грудные плавники с 13—16 мягкими лучами. Брюшные плавники маленькие с 6—8 мягкими лучами, расположены на вертикали, проходящей перед началом основания спинного плавника. Плавательный пузырь с двумя короткими отростками, проходящими через мышцы по обеим сторонам гемального отростка. Хвостовой плавник раздвоенный; хвостовые доли узкие, заостренные. Позвонков 42—43.
Спина серого цвета, бока бледно-серые или серебристые. За жаберной крышкой зеленовато-золотистое пятно. Спинной плавник жёлтый с тёмным верхним краем. Верхние лучи грудных плавников желтоватые, остальные лучи бесцветные. Брюшные плавники бесцветные. Анальный плавник с жёлтым краем. Хвостовой плавник жёлтый, верхняя лопасть и задний край тёмные.
Максимальная длина тела 30 см, обычно до 16 см, масса тела — до 144 г.

## Биология
Морские пелагические рыбы. Встречаются в прибрежных водах на глубине от 0 до 25 м. Заходят в лагуны, эстуарии и устья рек.

### Размножение
Впервые созревают при длине тела 12 см. У берегов Нигерии нерестятся круглогодично с пиком в мае — декабре. Плодовитость варьируется от 2098 до 11687 икринок в зависимости от размеров самок. Диаметр икринок 0,77—1,35 мм. В Гвинейском заливе также нерестятся круглый год с минимумом активности в марте и пиком в декабре.

## Питание
Питаются преимущественно мелкими плактонными организмами. В составе рациона африканских илиш у берегов Нигерии обнаружены представители 10 таксонов. Из них 95 % составляли декаподы и мизиды. Также в желудках встречались икра рыб (в том числе собственного вида), личинки рыб и мелкие рыбы, креветки, головоногие (Sepia), многощетинковые черви (Nereis) и нематоды. Отмечены случаи каннибализма.

## Ареал
Распространены в тропических водах восточной части Атлантического океана от юга Мавритании и Сенегала до Конго и севера Анголы, включая Гвинейский залив. На границах ареала редки; наиболее многочисленны в районе Конго.

## Промысел
Ценная промысловая рыба. Мировые уловы в начале 2000-х годов варьировали от 5,7 до 12,4 тысяч тонн, достигнув максимума 32,9 тысяч тонн в 2008 году. Ловят тралами и кошельковыми неводами. Больше всех ловят Гана и Бенин. Попадаются в качестве прилова при промысле креветок
| Год                   | 2007 | 2008 | 2009 | 2010 | 2011 | 2012 | 2013 | 2014 | 2015 | 2016 |  |
| Мировые уловы, тыс. т | 28,4 | 32,9 | 23,4 | 23,1 | 22   | 21,2 | 21,2 | 14   | 22,9 | 14,2 |  |

Реализуются в свежем, мороженом, сушёном, вяленом, солёном и копчёном виде. Используются для производства рыбной муки